# モンゴル国の国際関係
モンゴル国の国際関係（モンゴルこくのこくさいかんけい）は、近代以降に限っても、
1. 「中国」への組み込みを目指す清朝、中華民国歴代政権との対峙（1908年〜1946年）
2. 中国と対峙するのに必要な軍事・経済支援をあおぐ代償としてのロシア帝国、ソビエト連邦への従属（1908年〜1990年）
3. 南モンゴルとの統合をめぐる試行錯誤（ボグド・ハーン政権の模索・モンゴル人民革命党の綱領・ヤルタ協定）
4. 全方位外交への道（建国初期の模索／ソ連一辺倒の時代／冷戦終結により訪れた春）
5. チベット仏教を背景としたチベットとの連帯と断絶、交流の再開

などの要素がある。

## ロシア
モンゴル人民共和国時代は、「ソ連の16番目の共和国」と呼ばれるほどソ連との関係が緊密であった。ソ連のインターコスモス計画に基づき、ソ連の宇宙船ソユーズにモンゴル人宇宙飛行士がアジア人として2番目に乗り組んだこともあり、1942年のキリル文字採用は言うに及ばず、現代生活のほとんどすべての面にわたってソ連及びロシアの習慣が普及している。民主化後のモンゴルの大統領やモンゴルの首相も殆どがソ連に留学した経歴を持っている。
2018年9月に行われたロシア史上最大の軍事演習「ヴォストーク2018」には中国とともに初参加し、その際にロシアのセルゲイ・ショイグ国防相がモンゴルと中国を「同盟国」と呼んで注目され、視察に訪れたロシアのウラジーミル・プーチン大統領も「我々は必要であれば同盟国を支援する」と演説して中国人民解放軍兵士4名とモンゴル軍兵士2名に褒章のメダルを与えた。

## 中国
1949年10月16日に中華人民共和国とモンゴルは国交を樹立、1960年5月31日には中蒙友好相互援助条約を結んだ。中国はモンゴル政府の要請で中国人労働者を派遣してウランバートル平和橋などを建設し、中ソ蒙を縦断するモンゴル縦貫鉄道も完成するなど当初は友好的だったが、中ソ両大国のはざまに存在するモンゴルはソ連との親密な関係のために中ソ対立の期間、中国との激しい抗争を続けてきており、縦貫鉄道の線路も中国側が標準軌に改軌するほどだった。中ソ対立が沈静化しつつあった1988年11月には、両国の国境問題処理に関する条約が調印され、さらに中蒙領事条約が結ばれた。両国国民の居住や旅行などに関する同条約は、1987年1月に発効。1988年、夏季の北京—ウランバートル間の定期便がモンゴル航空により運航されるようになった。
中国側が非難してきたモンゴル駐留ソ連軍の一部が、1987年4月に撤兵した。次いで1989年5月の中ソ首脳会談開催と同時に、5万数千人と推定されたソ連軍のモンゴルからの本格撤兵が始まり、1992年9月には全面撤兵した。こうして中蒙関係は急速に改善され、1990年5月にはポンサルマーギーン・オチルバト人民大会幹部会議長らが訪中。同年6月には、ウランバートルと中国・内モンゴル自治区のフフホトとの間に、週1往復の直通国際列車が開設された。
1991年8月には中華人民共和国の国家元首の初訪問として、楊尚昆国家主席（党内序列は江沢民党総書記・鄧小平元軍事委員会主席に次ぐ第3位であった）が訪蒙、中蒙関係は更に強化された。1994年4月には李鵬が国務院総理（首相）としては34年ぶりに訪蒙し、ポンツァグ・ジャスライ首相との会談で中蒙友好関係協力条約が調印された。しかし同年9月には、亡命中のチベット指導者ダライ・ラマ14世が1992年に次いで訪蒙するなど亀裂も残っている。1996年6月、モンゴルは中国、ロシアとの3カ国間で東西の国境を画定した。1999年7月には江沢民総書記が訪蒙してナツァギーン・バガバンディ大統領と会談、善隣友好関係の確立に合意。2003年6月には胡錦濤総書記が就任早々に訪蒙。モンゴルの最大の貿易相手国として経済技術協力協定を結んだ。
2005年にはモンゴルは上海協力機構の最初の準加盟国（オブザーバー）となった。
2009年、銅が約3600万トン、金が約1200～1300トンという埋蔵量が見込まれているオユトルゴイ鉱山をカナダのアイヴァンホー・マインが将来の利益の「前渡金」として2億5000万米ドルをモンゴル政府に納付することを含めて開発に合意した。中国のチャイナルコも強い関心を示していたが、「モンゴル政府は根気強く中国を締め出した」とも伝えられている。
2010年のモンゴルにおける主要国資本企業数は、中国5303社、韓国1973社、ロシア769社、日本451社であるが、こうした「中国のブラックゴールドラッシュ」と呼ばれる急激な進出をモンゴル国民は歓迎しておらず、空前の反中ムードが高まっており、ツァヒアギーン・エルベグドルジ大統領は、2011年10月にBBCのインタビューを受け、資源の輸出先を「中国1国だけに依存する状態は望んでいない」と中国への依存度を高めることに警戒を示した。「中国のブラックゴールドラッシュ」を避けるために、日本やアメリカのような西側諸国を「第3の隣国」として積極外交に乗り出そうとしており、同年10月28日には欧州安全保障協力機構への加盟申請を正式に提出した。これについて中国紙は「モンゴルの脱亜入欧」と報じた。
2014年8月には中国の習近平中国共産党総書記が訪蒙、モンゴルでの会見では、モンゴルに資源を求めて進出を続ける中国への警戒感が強いことを受けて「モンゴルの領土完全性を尊重する」と表明した。
同年10月にはモンゴル政府が提出したタバントルゴイのUkhaa Khudagとオユトルゴイ鉱山と中蒙国境のGashuun Sukhaitを標準軌で結ぶ全長240kmの鉄道建設を議会が可決した。2015年にはエルベグドルジ大統領は日本、アメリカ、ヨーロッパ諸国から懸念を招いた中国人民抗日戦争・世界反ファシズム戦争勝利70周年記念式典に出席してモンゴル軍を天安門広場で行進させた。
同年には中国とモンゴルの軍と警察がウランバートルやエレンホトで合同演習を行っている。2016年にダライ・ラマ14世が中国の援助でモンゴルに建設されたウランバートル・スポーツ宮殿で集会を開いたことは中国の反発を招いたが、2017年に経済危機が起きたモンゴルはダライ・ラマ14世の訪蒙を認めない代わりに中国の人民元とトゥグルグの通貨スワップ協定延長で合意した。2019年7月には日本の援助で建設されている新ウランバートル国際空港とウランバートルを結ぶモンゴル初の高速道路が中国の融資と企業によって建設された。
一方では民主進歩党・陳水扁政権下の中華民国（台湾）とモンゴルとの接近もあった。中華民国政府は、中ソ友好同盟条約を正式に破棄した1953年にモンゴル独立の承認を取り消したとしてきた。陳水扁政権期には、2002年以降モンゴル独立を事実上認め、実務的・経済的な交流関係が進展し、事実上の大使館に相当する窓口機関を設置したり、出稼ぎ労働者を台湾に派遣したりしている。馬英九政権下の2012年には、行政院大陸委員会が、1946年の中華民国憲法制定の時点でモンゴルの独立をすでに認めており、憲法第4条で中華民国の領土とされる「固有の領域」にモンゴルは含まれないとの資料を発表した。2017年、立法院は大陸時代から続いてきたモンゴル・チベット委員会（蒙蔵委員会）の廃止を可決した。関連機能は文化部、大陸委員会、外交部に移管され、文化部には「モンゴルチベット文化センター」が新設された。

### 反中感情
歴史的に何度も中国からの侵略を受けたモンゴルは、今でも中国に対する激しい敵対心を抱いており、中国人がモンゴルで襲われるほどである。中国人だと思って殴っていたら日本人だとわかって「ごめんなさい」、モンゴルではそのような暴行事件が頻発しており、実際に、2005年頃から中国人や中華料理店が襲撃される事件が頻繁に起きている。産業法規を無視するような「やりたい放題」の中国資本、後を絶たない不法入国、衛生観念の欠落、地元女性をほしいままにする素行の悪さなど「日々の新聞の見出しになるほど」であり、近年モンゴルでは中国人労働者と観光客が目立つようになり、モンゴルの極右団体が中国人らしい人物を見つけては、無差別に鬱憤晴らしの嫌がらせをしている。
モンゴルは歴史的に何度も中国から侵略を受けてきたが、特に清朝末期から中華民国時代にかけての中国人による蛮行･略奪と、文化大革命期の中国共産党による南モンゴル弾圧は、今でも語り継がれており、モンゴル人の圧倒的多数は中国に好意を持っておらず、その嫌中感情はいわばDNAに深く刻みこまれており、人口わずか267万人のモンゴルにとって、その南に位置し500倍もの人口を持つ中国は本能的な恐怖の対象であり、モンゴル人の中国に対する感情は、母親のお腹にいる頃から言い含められており、中国への恨みや嫌悪感は骨の髄までしみ込んでいるとされる。
清朝末期から中華民国期にかけてモンゴル人が珍重するメノウなどで作ったタバコ葉の容器を、無知につけこんだ中国人商人が「マッチ1箱」と交換していったなどの話が、現在も伝えられている。中華民国期には革命軍を称する軍隊などが、モンゴル人の居住地域で略奪を行う例が多かった。そのためモンゴル語には「ガミン＝革命」が「野盗」「山賊」を意味する語彙として残っている。
ウランバートル中心部にあるモンゴル国立博物館には、かつて中国人がモンゴル人の拷問に使った様々な器具を展示する場所があり、モンゴル国立博物館で堂々と展示するほどであるから、モンゴル人の嫌中感情は相当なものである。
南モンゴル出身の楊海英によると、降雨量の少ない北アジア・中央アジアでは、植皮を失った草原は砂漠化するため、モンゴル人は大地に鋤や鍬を入れることを忌み嫌い、乾燥した牛糞を燃やし、冬になればわずかに枯れた灌木を燃料として利用したが、1960年代に南モンゴルに入植してきた漢人は季節に関係なく、手当たり次第に灌木を切り、さらにはモンゴル人の居住地域内に入り込んで伐採し、このような「小さな利益」を貪る漢人をモンゴル人は寛容に放置したが、気がつけば、草原がところどころ砂漠化してしまい、モンゴル人は漢人を「草原に疱瘡をもたらす植民者」と呼んできた。楊海英は、モンゴル人の対中感情を「モンゴル人あるいは国家としてのモンゴル国は、心情的には親ロ反中です。社会主義国家時代のソ連には問題があったと考えてはいても、モンゴル人は個々のロシア人自体は好意的にとらえています。反対に、中国は国も個人も大嫌い。ロシア人は素朴ですが、中国人は笑顔を見せる裏で何を考えているかわからないというのが、モンゴル人の印象なのです」「利益追求のためには他者を平気で裏切るという思考形態は中国人の人格的問題、あるいは周囲をすべて見下す『中華』という思想の特徴です。暴力性だけでなく、したたかさも併せ持っているのでやっかいな国なのです」と説明している。
2005年末、ダヤル・モンゴルと名乗る極右団体が中国系のスーパーやホテルを襲撃した。中国人や韓国人に対する嫌がらせや脅迫は個別的には起きていたが、集団としては新しい現象だった。現在に到るまで、ダヤル・モンゴルなど複数の極右団体が中国・韓国系の文化・住民の排斥を訴えている。彼らの主張を支持する層は広範に存在する。例えば、彼らは広告や看板に漢字やハングルを使用させず、見つけた場合は看板を取り外し、店を破壊すると宣言している。かつてウランバートルには漢字やハングルが溢れていたが、今やほとんど存在しない。店主たちは襲撃を避けるために、看板を自主的に塗り替え、それが社会的に容認されている。
モンゴルの極右団体が極端な反中国・反中国人運動を展開している。「中国人の男と寝た」との理由で、複数のモンゴル人女性の頭髪を丸刈りにしたり、中国と関係が深かったモンゴル人を殺害する事件も起きている。ウランバートル市内にはハーケンクロイツのマークとともに「中国人を射殺せよ」とする落書きも多くみられる。代表的な極右団体としてはフフ・モンゴルなどがあり、構成員は数千人とされるが、人口270万人のモンゴルでは相当な人数である。
モンゴルでは、3団体が極右団体に指定され、これらの極右団体が掲げる第1の敵は中国であり、経済、文化などあらゆる面で外国の影響を拒絶している。鉱山開発や建設事業で中国の影響力が増したことも、モンゴルの排外的民族主義を強める一因だと指摘する専門家もいる。200年にわたって中国王朝に支配された歴史をもつモンゴル人の中には、中国マネーがもたらす新たな繁栄への期待よりも、中国の野心に対する警戒心のほうが強いという見方もある。モンゴル科学アカデミーのショルフー・ドルジは、「モンゴルに来る外国人、主に中国人の違法行為に対する彼らの自警団的活動は、モンゴル全体の支持を得る可能性がある。それこそ真の脅威だ」と指摘している。
アメリカ国務省は2010年の春以降、モンゴルで「外国籍の人間に対する排外主義的襲撃事件が増加している」「こうした国粋主義団体は、アジア系アメリカ人を中国人や韓国人だと誤解し、突然襲撃することが多い」との渡航情報を出している。国務省のウェブサイトは「nationalist groups frequently mistake Asian-Americans for ethnic Chinese or Koreans and may attack without warning or provocation. Asian-Americans should exercise caution walking the streets of Ulaanbaatar at all times.（モンゴルの民族主義者がアジア系アメリカ人を中国人や韓国人と間違え、警告・挑発なしに頻繁に攻撃しているので、ウランバートルの街中を歩くアジア系アメリカ人は常に注意すべきである）」と注意を呼び掛けている。
日本外務省も海外安全ホームページで「歴史的背景から中国人に対するモンゴル人一般の潜在的な感情には複雑なものがあります。街頭で日本人が中国人と間違えられ、モンゴル人に殴られる事件等のトラブルが時折発生しています」と注意を呼び掛けている。ここでいう「潜在的な感情に」ある「複雑なもの」とは、モンゴル人が中国人を忌み嫌っているということである。
モンゴル語で中国は「ヒャタッド」だが、俗語では中国人を「ホジャ」という蔑称で呼ぶ。モンゴルの一般市民は、スーパーや商店などで大声で話したり、店員ともめている中国人を見ると、「またホジャが騒いでるよ」と舌打ちすることもしばしばである。
南北を中国とロシアという2大国にサンドイッチされた、モンゴルの地政学的な恐怖に加え、「清朝までは中国の領土だった」という歴史的な反感、ぞくぞくとなだれ込んでくる中国人に職を奪われるのではないかという不安などの脅威にさらされ、モンゴル人の感情は穏やかではなく、近年、中国人が国境を越えてどんどんモンゴルに侵入しており、国境付近では土地の不法占拠が行われ、国境沿いでは危機感が高まっている。
現在、モンゴルが産出する鉱物の半分以上が中国へ輸出されている。また、カシミアの原毛も中国へ輸出されている。その為、モンゴルは中国の製造業の原料供給基地化している。モンゴル経済は9割も輸出を中国が占め、中国人や中国資本に牛耳られているという意識が広く社会で共有されている。もともと、清朝がモンゴルを支配していた20世紀初頭までは、漢人の高利貸しがモンゴルに進出し、モンゴル人は借金漬けであった。こうした歴史的背景と、鉱業の利権を盗まれているという意識から、一般のモンゴル人にとって中国は、モンゴルにおける悪しき事柄の源泉であるという認識が確立している。例えば、品質が悪ければ、それは中国製品、失業率が高ければ、中国人がモンゴルで不法就労しているためだなど、望ましくないものの原因及びそのものとして、中国は認識されている。中国はモンゴルのナショナリズムを否定的な側面から鼓舞する最大の負のイメージである。
遊牧民であるモンゴル人には土地に対する執着が全くなく、移動を繰り返しながら牧畜で生活する遊牧民にとり、一箇所に定住して開墾し、農業で生計を立てる農耕・都市文化には全く魅力を感じず、土地を耕して定住農業を始めると家畜に食べさせる牧草がなくなるため「文明」どころか、生活に対する「冒涜」ですらあり、13世紀にモンゴル人が文字を使い始めた時に中国の漢字ではなく、遊牧民のウイグル文字を参考にしたのも当然であり、モンゴル人には「中華」に対する畏敬の念や憧憬が全く感じられないという指摘がある。
中国では、モンゴルの反中感情について、「世界の歴史を見ても、分裂して生まれた国家というのは、元の国に対して敵意を抱くものだ。旧ユーゴスラビアの国々や、バルト三国などが良い例。だから韓国やベトナムが反中感情を抱いていても、理解できる。中国はこれまで周辺国に対し、その国の基盤となるような思想や文化を与えてきた。1つの国がこれほど大きな影響を与えたのは、西洋では例が無い。（中略）韓国や朝鮮、ベトナム、モンゴルなどが中国から分離独立していったのも、民衆が主体的に動いたというよりは、欧米列強が中国の力が弱体化しているのに乗じて独立させたようなもの。その後各国は中国からの文化的独立を目指し、反中へと傾いていった」という意見がある。

## 韓国・北朝鮮
朝鮮半島に対しては、社会主義時代は「朝鮮」イコール北朝鮮であったが、1990年に大韓民国との外交関係を樹立した。モンゴルと北朝鮮は友好協力を1995年と1999年に破棄した。 韓国の金大中大統領がモンゴルを訪問した際、北朝鮮はウランバートルの大使館を閉鎖した。そのときからモンゴルは外交官追放を行うなど北朝鮮に対する姿勢を硬化し始めた。現在では、韓国の存在はモンゴル経済にとって不可欠なものとなるまで緊密な結びつきを有している。ウランバートル市内を走る自動車の多くは韓国製であるほか、在留韓国人の数も人口比で在留日本人の倍以上あり、大規模な韓国系スーパーも進出している。韓国で不法就労するモンゴル人は後を絶たず、一説には数万人がソウル郊外の工場などに潜んでいるといわれる。もっとも北朝鮮との国交は維持されており、南北等距離外交を標榜しつつ南北双方に大使館を設置しているが、その背景には地理的な近さのほか、国際社会での発言チャンネル確保のために利用しているという外交戦略がある。最近では、モンゴル経由の脱北者が激増しているが、モンゴル政府はこれを逮捕したり強制送還する姿勢は示していない。また、ウランバートル市内に増加している韓国資本のマンション建設現場では北朝鮮政府派遣の労働者が働いている。北朝鮮当局の保有する貨物船等がモンゴルで便宜置籍船を取得していたが、現在は国連の対北朝鮮制裁に対応してモンゴルは登録を全て取り消している。2017年7月にモンゴルに滞在していた7割の北朝鮮労働者が帰国し、同年12月にモンゴル政府は契約更新を禁止して送還し始めている。
モンゴルを訪れる韓国人男性の70%以上が買春ツアーを目的としており、モンゴルでは韓国人が経営する売春目的のカラオケバーが確認されているだけで50軒以上にのぼり深刻な問題となっている。モンゴル政府は韓国人による買春ツアーを取り締まるために売春取締法を強化しているが韓国人の経営する売春目的のカラオケバーの活動を縮小させることができていない。また、取締りを逃れるために乗馬クラブやマッサージ店での買春が増加している。空港を降りるとそのまま買春乗馬クラブに直行する姿などが目撃されている。モンゴル人は韓国人の無法行為によって強い反韓感情を持っている。
さらに、モンゴルでは韓国マフィアが幅を利かせており、韓流を利用した就業詐欺、マンションを建てるといって金を騙し取る等の詐欺が続出しており、嫌韓感情が急激に高まっている。そのため世論調査では韓国は嫌いな国の第2位である。
朝青龍が第1子誕生を報じた2003年4月8日の『日刊スポーツ』の記事に憤慨し、2日後茨城県内の巡業先でその記事を書いた韓国人記者を「バカ野郎」「このクソ外人」「キムチ野郎」と罵倒したことがある。また、韓国で開催された2014年アジア競技大会におけるボクシング男子バンタム級のモンゴル選手と韓国選手の試合において、モンゴル選手の優勢ともみえる試合だったが、3-0で韓国選手の勝利となったが、この試合に対して朝青龍はTwitter上で激怒し、「こんな感じですが、モンゴル選手負けた!! 血だらけの韓国選手」とツイートし、上記の判定直前と思われる顔面血だらけの韓国選手と右手を挙げるモンゴル選手の写真をアップして「アジアゲーム仁川! ボクシング3ラウンド モンゴル勝っているのに韓国選手に手上がり!! キムチやろう!!」などの発言を繰り返した。
鉱業と並んで、モンゴル経済を支えているのは外国への出稼ぎ労働者からの送金である。非公式ルートからの送金を含めると、モンゴルのGDPの10%以上が出稼ぎ労働者からの送金と見積もられる。モンゴル人の最大の出稼ぎ先は韓国である。2007年現在で、韓国には公式統計で2万5000人のモンゴル人が住んでいる。これはモンゴルの総人口の約1%にあたる。国の総人口の半数は20歳以下と60歳以上であるから、韓国にはモンゴルの労働人口の2%が住んでいる。韓国で働くモンゴル人の約4割が正規の雇用契約がない状態で働いており、そのため劣悪な条件で働かされたり、勤務中の怪我や死亡事故に対する補償がないこともある。このようなケースはモンゴルの新聞に悲劇的に掲載される。また、韓国は大企業から零細企業まで、モンゴルで事業を行っている。2005年末の統計では、旅行者以外で、モンゴルに長期滞在している韓国人は2000人以上いる。これは同様にモンゴルに長期滞在している日本人の約7倍にあたる。ダヤル・モンゴルなどの極右団体が中国に加え、韓国を排斥の対象にしているのは、韓国とモンゴルの急激な関係拡大と深化がある。出稼ぎを通じ、個人的な経験として韓国と交渉を持つ人が多いため、より感情的な反応が目立ち、韓国経済や文化の影響が大きいからこそ、モンゴル人の民族主義的な反応が先鋭化している。
アメリカ国務省は2010年の春以降、モンゴルで「外国籍の人間に対する排外主義的襲撃事件が増加している」「こうした国粋主義団体は、アジア系アメリカ人を中国人や韓国人だと誤解し、突然襲撃することが多い」との渡航情報を出している。アメリカ国務省のウェブサイトは「nationalist groups frequently mistake Asian-Americans for ethnic Chinese or Koreans and may attack without warning or provocation. Asian-Americans should exercise caution walking the streets of Ulaanbaatar at all times.（モンゴルの民族主義者がアジア系アメリカ人を中国人や韓国人と間違え、警告・挑発なしに頻繁に攻撃しているので、ウランバートルの街中を歩くアジア系アメリカ人は常に注意すべきである）」と注意を呼び掛けている。
韓国で開催された2014年アジア競技大会の大会の公式ブログでモンゴルを「Momgolia－China」と表記したり、モンゴル選手たちに対する酷い対応があったとし、韓国に対する感情が悪化しているとされ、在モンゴル大韓民国大使館は「韓国に対する視線が厳しくなっている」「反韓感情の高まりが懸念される。なるべくモンゴル人とアジア大会に関する議論は避けるように」と注意喚起する文章をホームページを掲載するに至った。

## 日本
日本との国交樹立は1972年であり、1977年には経済協力協定を結んでノモンハン事件の対日賠償請求を取り下げる代わりに50億円を日本は無償贈与し、ウランバートルにカシミア工場がつくられた。日本人抑留者の問題に象徴されるように社会主義時代は冷戦構造とソ連の影響下にあって密接な関係をもつことはなく、本格的な交流強化は1990年の民主化を待たなければならなかった。モンゴルのいわば保護者であったソ連が手を引いた後、操業できなくなる事業所が続出し、食糧緊急支援対象国に指定されたことから、日本の多くのNGOがモンゴルに赴いたほか、日本政府は緊急支援を含む多額の政府開発援助（ODA）を供与し、深刻な経済危機を救った。社会主義時代の反日教育にもかかわらず、伝統的にモンゴル人の対日イメージは良好で、モンゴルは日本にとって北東アジアの安全保障のために極めて重要なパートナーとなっている。2004年11月に在モンゴル日本国大使館が実施した世論調査では、「日本に親しみを感じる」と答えた回答が7割を超えたほか、「最も親しくすべき国」として第1位になるなど、現在のモンゴルは対日感情が極めて良好な国となっている。2005年に大統領に当選したナンバリーン・エンフバヤルは親日家として知られている。2006年には新任のミェーゴンボ・エンフボルド首相が来日し、4月から12月まで日本人がモンゴルに渡航する際、ビザを不要にすると首脳会談で表明した。さらに2010年4月1日より、日本国籍者は滞在日数が30日以内の場合、ビザが免除されることになった。

## 多国間条約
かつてモンゴルが中国を宗主国として認めた条約に1915年のキャフタ条約（中俄蒙協約）がある。ロシア、モンゴル（ボグド・ハーン政権）、中華民国との間で締結されたが、1917年のロシアの十月革命により事実上無効となり、1921年にはモンゴル人民共和国が独立した。
ソ連が崩壊する直前の1991年には、韓国・中国・英国・フランス、ドイツとの経済面の二国間条約（BIT）が成立しており、併せて下記のような多くの条約が締結されている
- 蒙露友好関係協力協定（英語版） -1993年。モンゴル・ロシア政府委員会による[44]。
- 蒙米投資協定（英語版） ‐ 1994年[45]。
- 蒙蘭条約（英語版）  - 1995年[46]。
- 蒙英二重課税防止条約（英語版） - 1996年[47]。
- 蒙米投資貿易透明化推進合意（英語版） - 2013年[48] 。